# Idioma cabilio
El cabilio o taqbaylit es una lengua bereber (de la macrofamilia afroasiática), hablada en la región de Cabilia, en el norte de Argelia.

## Aspectos históricos, sociales y culturales

### Número de hablantes

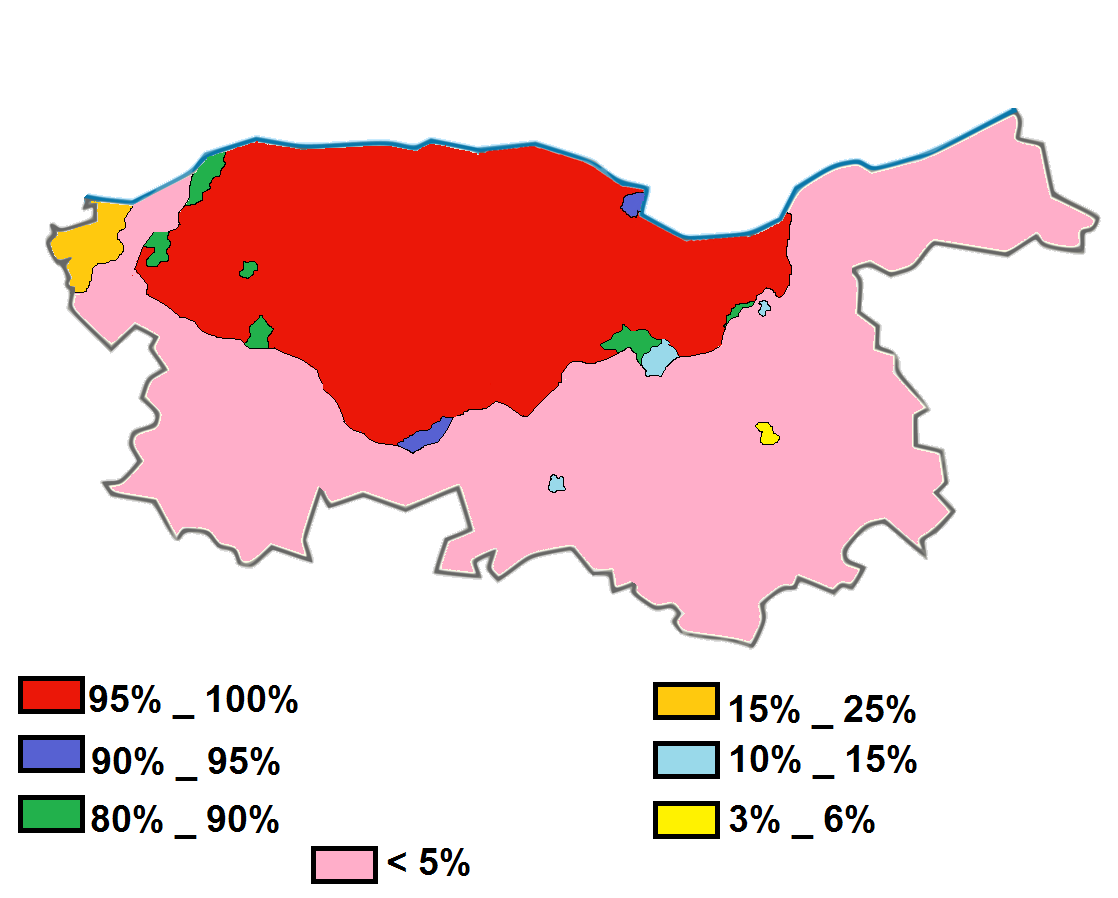
Hablantes de cabilio dentro de Cabilia.

Es la segunda en orden de hablantes con cerca de 8 millones de personas que la usan habitualmente, por detrás del tachelhit (chleuh), hablado en el sur de Marruecos por entre ocho y diez millones. Unos 5 millones de hablantes viven en Argelia y el resto forman parte de la población migrante que vive o trabaja en Francia y otros países de Europa.
El cabilio (taqbaylit), es junto al chenoui y el chaoui una de las tres lenguas de origen bereber usadas en Argelia. 
Una reforma constitucional aprobada el 10 de abril de 2002 reconoció el "tamazight" (bereber) como lengua nacional de Argelia.

### Literatura y arte
Amar Saïd Boulifa (1861-1931) fue el precursor de la lingüística cabilia y un recopilador y transcriptor de la literatura oral de la lengua. En el siglo XIX Adolphe Hanoteau recopiló poesías populares y Auguste Mouliéras las leyendas.
En la literatura de los siglos XIX y XX, destaca el poeta Si Mohand por sus poemas en cabilio. El escritor y lingüista Mouloud Mammeri publicó en 1976 la primera gramática de cabilio escrita en cabilio, Tajerrumt n tmazigt (tantala taqbaylit), y en 1980 editó Poemas cabilios antiguos (Poèmes kabyles anciens) en francés y en cabilio.
De Salem Zenia son muy conocidas las novelas Tafrara (Aurora, 1995) e Ighil d wefru (La violencia y el cuchillo, 2002). Muchas otras novelas en cabilio han sido publicadas, como Asfel (El Sacrificio), de Rachid Aliche (1981); Akal (La Tierra), de Meziane Boulariah (1996; y Bururu (El Búho), de Tahar Ould-Amar (2006).
Un cine cabilio apareció a partir de finales de los años 1970, con realizadores como M. Bouguermouh, Azzedine Meddour, Belkacem Hadjadj, Rachid Ben Allel y Yazid Khodja.
Cantantes famosos en cabilio son actualmente Matoub Lounès, Lounis Aït Menguellet y el músico Idir.

## Descripción lingüística

### Fonología
El inventario vocálico viene dado por:
|        | Anteriores | Centrales | Posteriores |
| Altas  | [ɪ] (i)    |           | [ʊ] (u)     |
| Medias |            | [ə] (e)   |             |
| Bajas  | [æ] (a)    |           |             |

El inventario consonántico es:
|           |           | Bilabial | Bilabial | Labio dental | Interdental | Interdental | Dental | Dental | Alveolar | Alveolar | Postalveolar | Postalveolar | Palatal | Palatal | Velar | Velar  | Uvular | Uvular | Faríngeal | Glotal |
| Plain     | Lab.      | Plain    | Emf.     | Labio dental | Plain       | Emf.        | Plain  | Emf.   | Plain    | Emf.     | Plain        | Lab.         | Plain   | Lab.    | Plain | Lab.   |        |        | Faríngeal | Glotal |
| --------- | --------- | -------- | -------- | ------------ | ----------- | ----------- | ------ | ------ | -------- | -------- | ------------ | ------------ | ------- | ------- | ----- | ------ | ------ | ------ | --------- | ------ |
| Oclusiva  | sordas    |          |          |              |             |             | t [t̪]  | ṭ [t̴]  |          |          |              |              |         |         | k [k] | k [kʷ] | q [q]  | q [qʷ] |           |        |
| Oclusiva  | sonoras   | b [b]    | b [bʷ]   |              |             |             | d [d̪]  |        |          |          |              |              |         |         | g [g] | g [gʷ] |        |        |           |        |
| Africadas | sordas    |          |          |              |             |             |        |        | tt [ts]  |          | č [tʃ]       |              |         |         |       |        |        |        |           |        |
| Africadas | sonoras   |          |          |              |             |             |        |        | zz [dz]  |          | ǧ [dʒ]       |              |         |         |       |        |        |        |           |        |
| Fricativa | sordas    | b [β]    |          | f [f]        | t [θ]       |             |        |        | s [s̺]    | ṣ [s̴]    | c [ʃ]        | c [ʃˁ]       | k [ç]   | k [çʷ]  |       |        | x [χ]  | x [χʷ] | ḥ [ħ]     | h [h]  |
| Fricativa | sonoras   |          |          |              | d [ð]       | ḍ [ðˁ]      |        |        | z [s̟]    | ẓ [z̴]    | j [ʒ]        | j [ʒˁ]       | g [ʝ]   | g [ʝʷ]  |       |        | ɣ [ʁ]  | ɣ [ʁʷ] | ɛ [ʕ]     |        |
| Nasales   | Nasales   | m [m]    |          |              |             |             | n [n]  |        |          |          |              |              |         |         |       |        |        |        |           |        |
| Laterales | Laterales |          |          |              |             |             | l [l]  | l [l̴]  |          |          |              |              |         |         |       |        |        |        |           |        |
| Vibrantes | Vibrantes |          |          |              |             |             | r [ɾ̪]  | r [r̴]  |          |          |              |              |         |         |       |        |        |        |           |        |
| Aspiradas | Aspiradas | w [w]    |          |              |             |             |        |        |          |          |              |              | y [j]   |         |       |        |        |        |           |        |

### Gramática

#### Género
Como las demás lenguas afroasiáticas, el cabilio tiene solamente dos géneros, masculino y femenino. Como la mayoría de las lenguas bereberes, los sustantivos y los adjetivos masculinos comienzan generalmente con una vocal (a, i, u), mientras que los sustantivos femeninos comienzan con la consonante t- y terminan generalmente con una -t (hay algunas excepciones). La mayoría de los sustantivos femeninos son de hecho versiones feminizadas de los masculinos.
Ejemplos: 
- Aqcic "un niño", taqcict "una niña".
- Amɣar "un anciano", tamɣart "una anciana".
- Argaz "un hombre", Tameṭṭut "una mujer".
- Izi "un mosco", Tizit "una mosca".

#### Pluralización
Los nombres en singular generalmente comienzan con una a- y carecen de sufijo. Los plurales generalmente comienzan con una i- y frecuentemente tienen un sufijo, como -en. Hay tres tipos de plural: externo, interno y mixto:
- Externo o "regular": consiste en cambiar la vocal inicial del nombre y añadir el sufijo -n (flexión externa),

amɣar "anciano" → imɣaren "ancianos".
afus → ifasen "manos"
argaz → irgazen "hombres"
ul → ulawen "corazones"
- Interno: ocurre por el cambio de vocales dentro de la palabra (flexión interna) :

adrar → idurar "montaña"
amicic "un gato" → imcac "gatos"
- Mixto: combina el cambio de vocales con la sufijación -n:

igenni "cielo" → igenwan "cielos".
izi → izan "moscos"
aẓar → iẓuran "raíces"

#### Estados libre y anexo
Como en todas las lenguas bereberes, en cabilio hay dos tipos de estado o casos del nombre: uno no es marcado, mientras que el otro sirve ergativamente como sujeto de un verbo transitivo u objeto de una preposición, entre otros contextos. El primero es frecuentemente llamado "estado libre" y el segundo "estado de construcción" (o anexo), el cual deriva del estado libre mediante una de las siguientes reglas:
La primera implica la alternación vocálica, de manera que la a inicial se convierte en u :
amaziɣ → umaziɣ "bereber"
ameqqran → umeqqran "grande"
adrar → udrar "montaña"
La segunda implica la pérdida de la primera vocal en algunos nombres femeninos (e no se comporta como una verdadera vocal y sólo facilita la lectura):
tamɣart → temɣart "mujeres"
tamdint → temdint "ciudad"
tamurt → tmurt "campo"
La tercera implica la adición de una semivocal (w o y), al comienzo de la palabra:
asif → wasif "río"
aḍu → waḍu "viento"
iles → yiles "lengua"
uccen → wuccen "chacal"
Finalmente, algunos nombres se mantienen sin cambios de un estado a otro:
taddart → taddart "aldea"
tuccent → tuccent "chacal hembra"
Dependiendo del papel del nombre en la frase, adquiere el estado libre o anexo:
- Libre: Yewwet aqcic. "Él ha golpeado a un niño". (Verbo-Objeto)
- Anexo: Yewwet weqcic. "El niño ha golpeado". (Verbo-Sujeto)

Después de una preposición (excepto ar y s), todos los nombres adquieren el estado anexo:
- Libre: Aman ("agua"), Kas n waman ("un vaso de agua").

#### Verbos
Comúnmente se usan tres tiempos: el pretérito (pasado), aoristo intensivo (presente perfecto, presente continuo, pasado continuo) y el futuro (Ad+Aoristo). A diferencia de otras lenguas bereberes, el aoristo se usa muy poco en cabilio. 

#### Clases
- Los "verbos débiles" tienen la misma forma para el pretérito y el aoristo, o ejemplo:

| Verbo            | Pretérito | ad + aoristo | Aoristo intensivo |
| ---------------- | --------- | ------------ | ----------------- |
| If (superar)     | ifeɣ      | ad ifeɣ      | ttifeɣ            |
| Muqel (observar) | muqleɣ    | ad muqleɣ    | ttmuqleɣ          |
| Krez (arar)      | kerzeɣ    | ad kerzeɣ    | kerrzeɣ           |

- Los "verbos fuertes" o "verbos irregulares":

| Verb           | Pretérito | ad + aoristo | Aoristo intensivo |
| -------------- | --------- | ------------ | ----------------- |
| Aru (escribir) | uriɣ      | ad aruɣ      | ttaruɣ            |

#### Conjugación
La conjugación verbal en cabilio se hace añadiendo afijos (prefijos, sufijos o ambos) y cambios vocálicos (flexión interna). Los sufijos que indican las personas y el número son idénticos y estáticos para todos los tiempos, aunque los prefijos y los cambios vocálicos dependen varían según el tiempo y modo:
| Persona | Singular    | Plural      |
| ------- | ----------- | ----------- |
| 1ª      | — (e)ɣ      | n(e) —      |
| 2ª (m)  | t(e) — (e)ḍ | t(e) — (e)m |
| 2ª (f)  | t(e) — (e)ḍ | t(e) — (e)m |
| 3ª (m)  | i/y(e) —    | — (e)n      |
| 3ª (f)  | t(e) —      | — (e)nt     |

- Ejemplo: verbo afeg (volar) en sus cuatro formas: ufeg (pretérito), ufig (negativo pretérito), afeg (aoristo), ttafeg (aoristo intensivo).

| Persona | Pretérito | Pretérito | Pretérito Negativo | Pretérito Negativo | Ad+Aoristo | Ad+Aoristo | Aoristo Intensivo | Aoristo Intensivo | Imperativo | Imperativo | Imperativo intensivo | Imperativo intensivo |
| Persona | Singular  | Plural    | Singular           | Plural             | Singular   | Plural     | Singular          | Plural            | Singular   | Plural     | Singular             | Plural               |
| ------- | --------- | --------- | ------------------ | ------------------ | ---------- | ---------- | ----------------- | ----------------- | ---------- | ---------- | -------------------- | -------------------- |
| 1ª      | ufgeɣ     | nufeg     | ur ufigeɣ          | ur nufig           | ad afgeɣ   | ad nafeg   | ttafgeɣ           | nettafeg          |            |            |                      |                      |
| 2ª (m)  | tufgeḍ    | tufgem    | ur tufigeḍ         | ur tufigem         | ad tafgeḍ  | ad tefgem  | tettafgeḍ         | tettafgem         | afeg       | afget      | ttafeg               | ttafget              |
| 2ª (f)  | tufgeḍ    | tufgemt   | ur tufigeḍ         | ur tufigemt        | ad tafgeḍ  | ad tefgemt | tettafgeḍ         | tettafgemt        | afeg       | afgemt     | ttafeg               | ttafgemt             |
| 3ª (m)  | yufeg     | ufgen     | ur yufig           | ur ufigen          | ad yafeg   | ad afgen   | yettafeg          | ttafgen           |            |            |                      |                      |
| 3ª (f)  | tufeg     | ufgent    | ur tufig           | ur ufigent         | ad tafeg   | ad afgent  | tettafeg          | ttafgent          |            |            |                      |                      |

| Participio Pretérito | Participio Pretérito | Participio Aoristo | Participio Aoristo Intensivo | Participio Aoristo Intensivo |
| Positivo             | Negativo             | Participio Aoristo | Positivo                     | Negativo                     |
| -------------------- | -------------------- | ------------------ | ---------------------------- | ---------------------------- |
| yufgen               | ur nufig             | ara yafgen         | yettafeg                     | ur nettafeg                  |

#### Armado satelital
El cabilio es una lengua de tipo satelital, pues sus verbos usan dos partículas para mostrar la dirección del movimiento:
- d orientada hacia el hablante y puede traducirse como "aquí".
- n orienta hacia el interlocutor o hacia determinado sitio y puede traducirse como "allá".

Ejemplos:
- « iruḥ-d » (él viene), « iruḥ-n » (él va).
- « awi-d aman» (traer el agua), « awi aman » (llevar el agua).

#### Negación
Usualmente expresa la negación en dos partes, con la partícula gramatical ur añadida al verbo y con una o más partículas o palabras negativas [que modifican el verbo o su argumentación. Por ejemplo, la negación verbal simple es expresada por « ur » antes del verbo y la partícula « ara » después del verbo:
- « Urareɣ » ("Yo juego") → « Ur urareɣ ara » ("Yo no juego")

Otras palabras negativas (como acemma) son usadas en combinación con ur para expresar tipos más complejos de negación.

#### Derivación verbal
La derivación verbal se hace añadiendo prefijos. Hay tres tipos de tipos de derivación: causativo, reflexivo y pasivo.
- Causativo: se obtiene prefijando el verbo con s- / sse- / ssu- :

ffeɣ "salir" → ssuffeɣ "sacar"
kcem "entrar" → ssekcem "introducir"
irid "ser lavado" → ssired "lavar".
- Reflexivo: se obtiene prefijando el verbo con m- / my(e)- / myu-:

ẓer "ver" → mẓer "verse mutuamente"
ṭṭef "sostener" → myuṭṭaf "sostenerse mutuamente".
- Pasivo: se obtiene prefijando el verbo con ttu- / ttwa- / tt- / mm(e)- / n- / nn-:

krez "labrar" → ttwakrez "ser labrado"
ečč "comer" → mmečč "ser comido".
- Formas complejas: se obtienen combinando dos o más de los prefijos mencionados:

enɣ "matar" → mmenɣ "matarse unos a otros" → smenɣ "hacer que se maten unos con otros"
Es interesante que dos prefijos pueden anularse mutuamente:
enz "ser vendido" → zzenz "vender" → ttuzenz "ser vendido" (ttuzenz = enz).

#### Agentes
Cada verbo tiene su correspondiente nombre agente, que se obtiene prefijando el verbo con « am- », o con « an- » si la primera letra es b / f / m / w (hay excepciones).
- Ejemplos:

ṭṭef "sostener" → anaṭṭaf "sostén"
inig "viajar" → iminig "viajero"
eks "tpastorear" → ameksa "pastor"

#### Acciones
Cada verbo tiene su correspondiente nombre de acción:
ffer "ocultar" → tuffra "ocultamiento" (estructura VI), « Tuffra n tidett ur telhi » — "Ocultar la verdad es malo" o "el ocultamiento de la verdad es malo".
Hay 6 estructuras regulares para la formación de nombres de acción y una séptima se usa para verbos de cualidad: (c para consonante, v para vocal)
| Estructura | Verbo     | Nombre de acción |
| ---------- | --------- | ---------------- |
| I          | cvcv      | acvcv            |
| II         | c(c)vc(c) | ac(c)vc(c)v      |
| III        | c(c)ecc   | ac(c)ecci        |
| IV         | (c)cac(c) | a(c)cac(c)i      |
| V          | c1c2ec3   | accac            |
| VI         | ccec      | tuccca           |
| VII        | ic1c2vc3  | tec1c2ec3        |

- Ejemplos:

ɣeẓẓ "morder" → aɣẓaẓ
zdi "estar unido" → azday
ini "decir" → timenna

#### Partícula predicativad
La partícula d es una herramienta indispensable para hablar cabilio. Es equivalente tanto a "ello es + adjetivo" como a "ser + adjetivo", pero no puede ser reemplazada por el verbo ili (ser). Es siempre seguida por un nombre en estado libre.
Ejemplos:
- D taqcict, "Es una niña".
- D nekk, "Es mío".
- Nekk d argaz, "Soy un hombre".
- Idir d anelmad, "Idir es un estudiante".
- Idir yella d anelmad, "Idir fue un estudiante".

La pertícula predicativa d no debe confundirse con la partícula de coordinación d, que va seguida de un nombre en estado anexado.

## Dialectos

### Tasahlit
El Tasahlit es un dialecto del idioma cabilio, es hablado en el extremo oriental de la Cabilia, en los municipios de Aokas, Aït-Smail y Melbou, en la Provincia de Bugía.